# Mohammed Kaci Saïd
Mohammed Kaci Saïd (ur. 2 maja 1958 w Algierze) – były algierski piłkarz występujący na pozycji pomocnika. Uczestnik Mistrzostw Świata 1986.

## Kariera klubowa
W latach 1978–1988 reprezentował barwy algierskiego klubu RC Kouba.

## Kariera reprezentacyjna
Mohammed Kaci Saïd występował reprezentacji Algierii w latach osiemdziesiątych. Z reprezentacją Algierii uczestniczył w zwycięskich eliminacjach do Mistrzostw Świata 1982, jednakże na finały już nie pojechał.
Później uczestniczył w zwycięskich eliminacjach Mistrzostw Świata 1986. 
Na Mundialu wystąpił we wszystkich trzech meczach grupowych z: reprezentacją Hiszpanii 0-3, reprezentacją Brazylii 0-1 oraz reprezentacją Irlandii Północnej 1-1.